# Leichtathletik-Halleneuropameisterschaften 2021/Teilnehmer (Italien)
| Gelbes Symbol für Goldmedaillen mit stilisierten Olympischen Ringen | Graues Symbol für Silbermedaillen mit stilisierten Olympischen Ringen | Braundes Symbol für Bronzemedaillen mit stilisierten Olympischen Ringen |
| ------------------------------------------------------------------- | --------------------------------------------------------------------- | ----------------------------------------------------------------------- |
| 1                                                                   | 1                                                                     | 1                                                                       |

Aus Italien starteten je 22 Frauen und Männer bei den Leichtathletik-Halleneuropameisterschaften 2021 in Toruń, die drei Medaillen (1 × Gold, 1 × Silber und 1 × Bronze) errangen und einen Landesrekord sowie eine Weltjahresbestleistung aufstellten.
In der Mannschaft waren 16 Debütantinnen sowie Debütanten und mit insgesamt 44 Sportlern und Sportlerinnen war laut Stefano Mei, dem Präsidenten des italienischen Leichtathletikdachverbandes (FIDAL), die Mannschaft bewusst groß gewählt.

## Ergebnisse

### Frauen

#### Laufdisziplinen
| Athletin                                                                                          | Disziplin         | Vorlauf        | Vorlauf | Halbfinale         | Halbfinale         | Finale             | Finale             |
| Athletin                                                                                          | Disziplin         | Zeit           | Platz   | Zeit               | Platz              | Zeit               | Platz              |
| ------------------------------------------------------------------------------------------------- | ----------------- | -------------- | ------- | ------------------ | ------------------ | ------------------ | ------------------ |
| Vittoria Fontana                                                                                  | 60 m              | 7,34 s PB      | 18      | 7,28 s PB          | 10                 | nicht qualifiziert | nicht qualifiziert |
| Irene Siragusa                                                                                    | 60 m              | 7,37 s         | 21      | nicht qualifiziert | nicht qualifiziert | nicht qualifiziert | nicht qualifiziert |
| Rebecca Borga                                                                                     | 400 m             | 52,72 s        | 11      | 54,23 s            | 18                 | nicht qualifiziert | nicht qualifiziert |
| Alice Mangione                                                                                    | 400 m             | 52,73 s PB     | 12      | nicht qualifiziert | nicht qualifiziert | nicht qualifiziert | nicht qualifiziert |
| Eleonora Marchiando                                                                               | 400 m             | 53,70 min      | 35      | nicht qualifiziert | nicht qualifiziert | nicht qualifiziert | nicht qualifiziert |
| Irene Baldessari                                                                                  | 800 m             | 2:05,44 min    | 14      | 2:06,36 min        | 16                 | nicht qualifiziert | nicht qualifiziert |
| Elena Bellò                                                                                       | 800 m             | 2:03,80 min    | 4       | 2:03,61 min        | 7                  | nicht qualifiziert | nicht qualifiziert |
| Eleonora Vandi                                                                                    | 800 m             | 2:06,02 min    | 21      | 2:04,97 min        | 14                 | nicht qualifiziert | nicht qualifiziert |
| Federica Del Buono                                                                                | 1500 m            | 4:12,79 min SB | 12      | –––                | –––                | nicht qualifiziert | nicht qualifiziert |
| Gaia Sabbatini                                                                                    | 1500 m            | 4:17,21 min    | 16      | –––                | –––                | nicht qualifiziert | nicht qualifiziert |
| Giulia Aprile                                                                                     | 3000 m            | 9:17,66 min    | 22      | nicht qualifiziert | nicht qualifiziert | nicht qualifiziert | nicht qualifiziert |
| Ludovica Cavalli                                                                                  | 3000 m            | 9:14,85 min    | 20      | nicht qualifiziert | nicht qualifiziert | nicht qualifiziert | nicht qualifiziert |
| Luminosa Bogliolo                                                                                 | 60 m Hürden       | 8,01 s         | 6       | 7,99 s PB          | 7                  | 7,99 s             | 6                  |
| Elisa Di Lazzaro                                                                                  | 60 m Hürden       | 8,13 s PB      | 17      | 8,12 s PB          | 15                 | nicht qualifiziert | nicht qualifiziert |
| Rebecca Borga, Alice Mangione, Eleonora Marchiando, Eloisa Coiro, nicht eingesetzt: Anna Polinari | 4 × 400 m Staffel | –––            | –––     | –––                | –––                | 3:30,32 min        | 4                  |

#### Sprung/Wurf
| Athletin           | Disziplin   | Qualifikation | Qualifikation | Finale             | Finale             |
| Athletin           | Disziplin   | Höhe/Weite    | Platz         | Höhe/Weite         | Platz              |
| ------------------ | ----------- | ------------- | ------------- | ------------------ | ------------------ |
| Alessia Trost      | Hochsprung  | 1,91 m        | 1             | 1,92 m SB          | 6                  |
| Elena Vallortigara | Hochsprung  | 1,87 m        | 14            | nicht qualifiziert | nicht qualifiziert |
| Larissa Iapichino  | Weitsprung  | 6,70 m        | 2             | 6,59 m             | 5                  |
| Laura Strati       | Weitsprung  | 6,58 m        | 6             | 6,57 m             | 6                  |
| Ottavia Cestonaro  | Dreisprung  | 13,90 m PB    | 9             | nicht qualifiziert | nicht qualifiziert |
| Chiara Rosa        | Kugelstoßen | 16,90 m       | 14            | nicht qualifiziert | nicht qualifiziert |

### Männer

#### Laufdisziplinen
| Athlet                                                                                               | Disziplin         | Vorlauf     | Vorlauf | Halbfinale         | Halbfinale         | Finale             | Finale             |
| Athlet                                                                                               | Disziplin         | Zeit        | Platz   | Zeit               | Platz              | Zeit               | Platz              |
| --- | ----------------- | ----------- | ------- | ------------------ | ------------------ | ------------------ | ------------------ |
| Chituru Ali                                                                                          | 60 m              | 6,71 s      | 22      | 6,68 s             | 18                 | nicht qualifiziert | nicht qualifiziert |
| Marcell Jacobs                                                                                       | 60 m              | 6,59 s      | 1       | 6,56 s             | 1                  | 6,47 s WL          | Gold               |
| Luca Lai                                                                                             | 60 m              | 6,73 s      | 25      | nicht qualifiziert | nicht qualifiziert | nicht qualifiziert | nicht qualifiziert |
| Vladimir Aceti                                                                                       | 400 m             | 46,82 s     | 8       | 46,55 s PB         | 3                  | nicht qualifiziert | nicht qualifiziert |
| Lorenzo Benati                                                                                       | 400 m             | 48,24 s     | 43      | nicht qualifiziert | nicht qualifiziert | nicht qualifiziert | nicht qualifiziert |
| Gabriele Aquaro                                                                                      | 800 m             | 1:48,88 min | 9       | nicht qualifiziert | nicht qualifiziert | nicht qualifiziert | nicht qualifiziert |
| Simone Barontini                                                                                     | 800 m             | 1:48,78 min | 6       | 1:49,51 min        | 15                 | nicht qualifiziert | nicht qualifiziert |
| Pietro Arese                                                                                         | 1500 m            | 3:43,55 min | 31      | nicht qualifiziert | nicht qualifiziert | nicht qualifiziert | nicht qualifiziert |
| Joao Bussotti                                                                                        | 1500 m            | 3:44,76 min | 37      | nicht qualifiziert | nicht qualifiziert | nicht qualifiziert | nicht qualifiziert |
| Federico Riva                                                                                        | 1500 m            | 3:45,85 min | 41      | nicht qualifiziert | nicht qualifiziert | nicht qualifiziert | nicht qualifiziert |
| Yassin Bouih                                                                                         | 3000 m            | 7:56,66 min | 20      | nicht qualifiziert | nicht qualifiziert | nicht qualifiziert | nicht qualifiziert |
| Paolo Dal Molin                                                                                      | 60 m Hürden       | 7,59 s      | 4       | 7,64 s             | 5                  | 7,56 s             | Bronze             |
| Hassane Fofana                                                                                       | 60 m Hürden       | 7,81 s      | 17      | 7,75 s SB          | 15                 | nicht qualifiziert | nicht qualifiziert |
| Franck Brice Koua                                                                                    | 60 m Hürden       | 7,82 s      | 18      | 7,70 s PB          | 8                  | 7,76 s             | 8                  |
| Edoardo Scotti, Robert Charles Grant, Brayan Lopez, Vladimir Aceti, nicht eingesetzt: Lorenzo Benati | 4 × 400 m Staffel | –––         | –––     | –––                | –––                | 3:07,37 min        | 5                  |

#### Sprung/Wurf
| Athlet            | Disziplin   | Qualifikation | Qualifikation | Finale             | Finale             |
| Athlet            | Disziplin   | Höhe/Weite    | Platz         | Höhe/Weite         | Platz              |
| ----------------- | ----------- | ------------- | ------------- | ------------------ | ------------------ |
| Gianmarco Tamberi | Hochsprung  | 2,21 m        | 1             | 2,35 m SB          | Silber             |
| Antonino Trio     | Weitsprung  | 7,55 m        | 12            | nicht qualifiziert | nicht qualifiziert |
| Tobia Bocchi      | Dreisprung  | 16,40 m       | 5             | 16,65 m            | 4                  |
| Leonardo Fabbri   | Kugelstoßen | 19,96 m       | 11            | nicht qualifiziert | nicht qualifiziert |

#### Siebenkampf
| Athlet       | Disziplin | 60 m      | Weitsprung | Kugelstoßen | Hochsprung | 60 m Hürden | Stabhochsprung | 1000 m      | Punkte | Platz |
| ------------ | --------- | --------- | ---------- | ----------- | ---------- | ----------- | -------------- | ----------- | ------ | ----- |
| Dario Dester | Ergebnis  | 6,97 s PB | 7,61 m     | 14,25 m PB  | 1,95 m     | 8,25 s      | 4,40 m         | 2:44,27 min | 5835   | 7     |
| Dario Dester | Punkte    | 893       | 962        | 744         | 758        | 920         | 731            | 827         | 5835   | 7     |